# Kifino Selo
Kifino Selo (cyr. Кифино Село) – wieś w Bośni i Hercegowinie, w Republice Serbskiej, w gminie Nevesinje. W 2013 roku liczyła 186 mieszkańców.